# Trattato di Windsor (1522)
Il trattato di Windsor fu un accordo internazionale firmato, al castello di Windsor il 16 giugno 1522 nel contesto della guerra d'Italia, fra Carlo V d'Asburgo imperatore del Sacro Romano Impero e Enrico VIII. Con questo trattato Carlo V ricevette l'appoggio del Regno d'Inghilterra e dello Stato Pontificio nella guerra contro il Regno di Francia, la Repubblica di Venezia e il Regno di Navarra.

## Storia
Il trattato prevedeva un attacco congiunto di Inghilterra e Spagna contro la Francia, in cui ciascun alleato avrebbe fornito almeno 40 000 uomini. Carlo accettò di risarcire l'Inghilterra per le pensioni che avrebbe potuto perdere a causa del conflitto con la Francia e di pagare i debiti del passato, che sarebbero stati confiscati, per sigillare l'alleanza, e accettò di sposare l'unica figlia di Enrico, la futura Maria I d'Inghilterra, ma il matrimonio tra Maria e Carlo V non venne concretizzato e questi sposò Isabella del Portogallo nel 1526 a Siviglia. 
Nel mese di luglio, gli inglesi attaccarono la Bretagna e la Piccardia da Calais, città sulla costa nord della Francia che appartenne all'Inghilterra dal 1347 al 1558. Francesco I non fu in grado di riunire una forza adeguata e l'esercito inglese mise a sacco e fuoco il territorio.